# Kossuth Rádió
Kossuth Rádió (MR1) ist einer von neun staatlichen ungarischen Hörfunksendern, die von der Gesellschaft Duna Média (ehemals Magyar Rádió) betrieben werden.
Sein Namensgeber ist der ungarische Nationalheld Lajos Kossuth. Die Programmschwerpunkte liegen bei Nachrichten, Reportagen, politischen Interviews, Wirtschaftsthemen und Kultur. Die bekannteste Sendung Krónika (deutsch Chronik) hat jeden Tag circa drei Millionen Zuhörer.
Duna Média betreibt ebenfalls Petőfi Rádió (MR2) und Bartók Rádió (MR3).

## Empfang
Der Sender ist auf UKW, Mittelwelle sowie über Satellit und als Internetradio zu hören. Kossuth Rádió sendet in Ungarn auf UKW und Mittelwelle von folgenden Standorten und Frequenzen:
| Senderstandort  | Frequenz      |
| --------------- | ------------- |
| Aggtelek        | UKW 94,6 MHz  |
| Bácsalmás       | UKW 95,0 MHz  |
| Balassagyarmat  | UKW 93,7 MHz  |
| Barcs           | UKW 89,5 MHz  |
| Battonya        | UKW 105,4 MHz |
| Békéscsaba      | UKW 97,3 MHz  |
| Budapest        | UKW 107,8 MHz |
| Budapest        | DAB+ 11D      |
| Cegléd          | UKW 93,0 MHz  |
| Csávoly         | UKW 96,7 MHz  |
| Debrecen        | UKW 99,7 MHz  |
| Fehérgyarmat    | UKW 105,9 MHz |
| Gerecse         | UKW 105,6 MHz |
| Győr            | UKW 87,6 MHz  |
| Kab-hegy        | UKW 107,2 MHz |
| Kaposvár        | UKW 96,7 MHz  |
| Karcag          | UKW 97,9 MHz  |
| Kazincbarcika   | UKW 97,7 MHz  |
| Kecskemét       | UKW 104,9 MHz |
| Kékes           | UKW 95,5 MHz  |
| Kiskőrös        | UKW 88,4 MHz  |
| Kiskunhalas     | UKW 102,7 MHz |
| Komádi          | UKW 103,0 MHz |
| Mezőkovácsháza  | UKW 88,3 MHz  |
| Miskolc         | UKW 97,1 MHz  |
| Mosonmagyaróvár | UKW 95,0 MHz  |
| Nagyatád        | UKW 104,1 MHz |
| Nagykanizsa     | UKW 90,2 MHz  |
| Paks            | UKW 92,0 MHz  |
| Pécs            | UKW 95,9 MHz  |
| Sárvár          | UKW 96,0 MHz  |
| Sátoraljaújhely | UKW 91,9 MHz  |
| Sender Solt     | MW 540 kHz    |
| Sopron          | UKW 96,8 MHz  |
| Szeged          | UKW 90,3 MHz  |
| Székesfehérvár  | UKW 92,3 MHz  |
| Szekszárd       | UKW 99,0 MHz  |
| Szentes         | UKW 100,4 MHz |
| Szolnok         | UKW 94,3 MHz  |
| Szombathely     | UKW 93,0 MHz  |
| Tamási          | UKW 99,6 MHz  |
| Telkibánya      | UKW 90,2 MHz  |
| Tokaj           | UKW 97,5 MHz  |
| Uzd             | UKW 101,5 MHz |
| Vasvár          | UKW 91,6 MHz  |
| Zalaegerszeg    | UKW 102,6 MHz |